# Pantherophis slowinskii
Espèce
Synonymes
- Elaphe slowinskii Burbrink, 2002

Statut de conservation UICN

 DD  : Données insuffisantes
Pantherophis slowinskii est une espèce de serpents de la famille des Colubridae.

## Répartition
Cette espèce est endémique des États-Unis. Elle se rencontre en Louisiane et dans l'est du Texas.

## Description
L'holotype de Pantherophis slowinskii, un mâle adulte, mesure 112 cm dont 19 cm pour la queue. Son dos est gris foncé avec des taches brun foncé cerclées de noir. Sa face ventrale est blanche avec un motif noir en forme de damier.

## Étymologie
Cette espèce est nommée en l'honneur de Joseph Bruno Slowinski.

## Publication originale
- Burbrink, 2002 : Phylogeographic analysis of the cornsnake (Elaphe guttata) complex as inferred from maximum likelihood and Bayesian analyses. Molecular Phylogenetics and Evolution, vol. 25, n. 3, p. 465-476 (texte intégral).